# Teodozjusz III
Teodozjusz III (? - 754(?), daty urodzin i śmierci niepewne) – cesarz bizantyjski w latach 715-717. 
Teodozjusz był poborcą podatkowym w mieście Adramyttium (dziś Edremit w Turcji). W maju 715 r. podczas buntu wymierzonego przeciwko cesarzowi Anastazjuszowi II zbuntowane wojska temu Opsikion obwołały go cesarzem.

Cesarstwo Bizantyńskie w roku 717.

Według bizantyjskiego kronikarza, Teofana Wyznawcy, przyjął władzę cesarską wbrew swej woli, niemniej jednak wkrótce po zaakceptowaniu decyzji wojska ruszył na Konstantynopol, rozpoczynając oblężenie. Miasto zostało zdobyte pół roku później, w listopadzie 715 r. Anastazjusz uciekł z miasta do Nicei, gdzie w 716 r. został zmuszony do uznania władzy nowego cesarza i ustąpienia.
Wkrótce po objęciu władzy wybuchło skierowane przeciwko niemu powstanie w Anatolii, a niedługo potem pod mury miasta nadciągnęły okręty arabskie, rozpoczynając oblężenie. W takiej sytuacji Teodozjusz zwrócił się do  protobułgarskiego chana Terweła z prośbą o pomoc. Terwel wysłał cesarzowi swe wojska, wymusił jednak na nim korzystny dla siebie traktat, na mocy którego Teodozjusz zobowiązywał się do wypłacania rocznego trybutu w drogich tkaninach i skórach wartości 40 funtów złota. Traktat zawierał również bardzo korzystne dla Bułgarów klauzule handlowe. Traktat ten przez dłuższy czas ustabilizował stosunki bułgarsko-bizantyjskie i zapoczątkował wieloletni rozwój wzajemnych układów.
W 717 r. wybuchło skierowane przeciwko Teodozjuszowi powstanie pod wodzą Leona Izauryjczyka. Leon schwytał w Nikomedii cesarskiego syna Tyberiusza, zmuszając Teodozjusza do ustąpienia 25 marca 717 r. Wkrótce później zarówno Teodozjusz, jak i jego syn, wstąpili do klasztoru. 
Istnieją informacje świadczące o tym, iż w 729 r. Teodozjusz został biskupem Efezu. Niektórzy historycy przypuszczają jednak, iż chodzi o noszącego to samo imię syna Teodozjusza. Ostatnia informacja na temat tego biskupa odnosi się do jego obecności w dniu 24 lipca 754 r. na ikonoklastycznym synodzie w Hierei.